# Viels-Maisons
Viels-Maisons ist eine französische Gemeinde  mit 1.199 Einwohnern (Stand: 1. Januar 2022) im Département Aisne in der Region Hauts-de-France. Sie gehört zum Arrondissement Château-Thierry und zum Kanton Essômes-sur-Marne. Die Einwohner werden Vieux-Montois genannt.

## Geografie
Die Gemeinde Viels-Maisons liegt an der Grenze zum Département Seine-et-Marne, 18 Kilometer südlich von Château-Thierry. Umgeben wird Viels-Maisons von den Nachbargemeinden La Chapelle-sur-Chézy im Norden, Montfaucon im Norden und Nordosten, Rozoy-Bellevalle im Nordosten, L’Épine-aux-Bois im Osten, Vendières im Südosten, Verdelot im Süden und Westen sowie Nogent-l’Artaud im Nordwesten.

## Bevölkerungsentwicklung
| Jahr                       | 1962 | 1968 | 1975 | 1982 | 1990 | 1999 | 2006 | 2013 | 2022 |
| Einwohner                  | 669  | 680  | 668  | 744  | 869  | 962  | 955  | 1103 | 1199 |
| Quellen: Cassini und INSEE |      |      |      |      |      |      |      |      |      |

## Sehenswürdigkeiten
- Kirche Sainte-Croix aus dem 12. Jahrhundert
- Schloss Viels-Maisons, Monument historique seit 1997, mit Park
- Lavoir
- Wasserturm

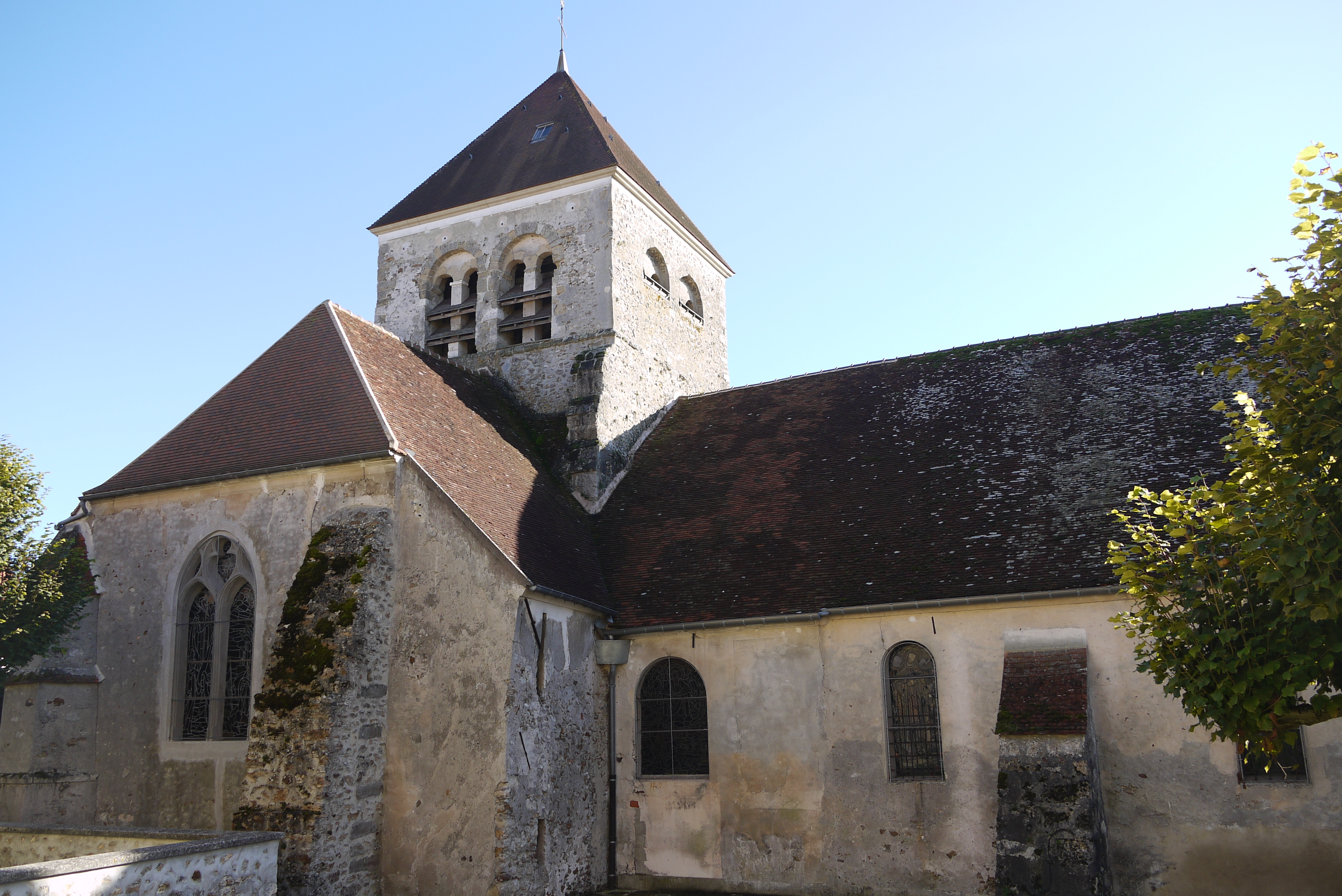
Kirche Sainte-Croix
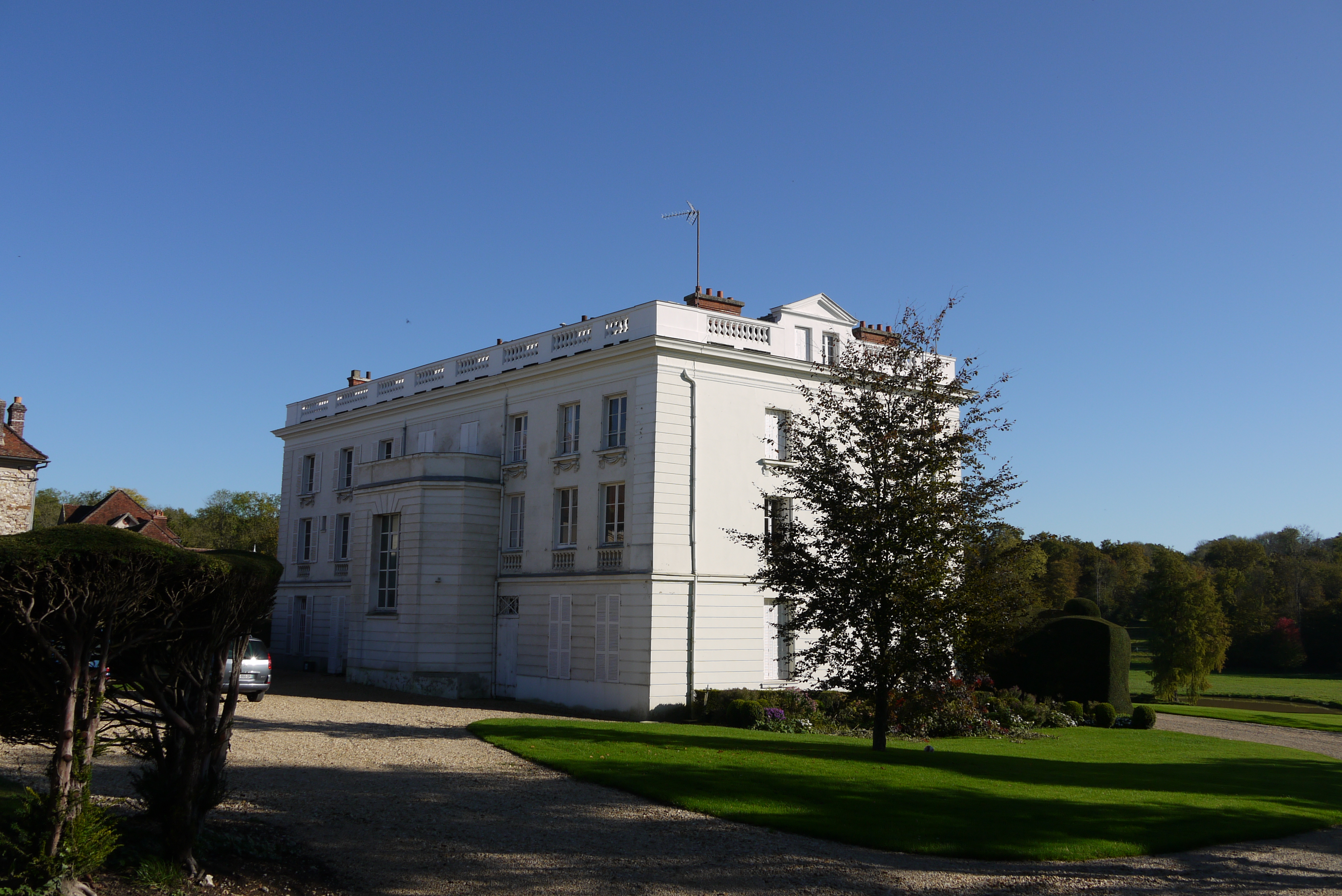
Schloss Viels-Maisons
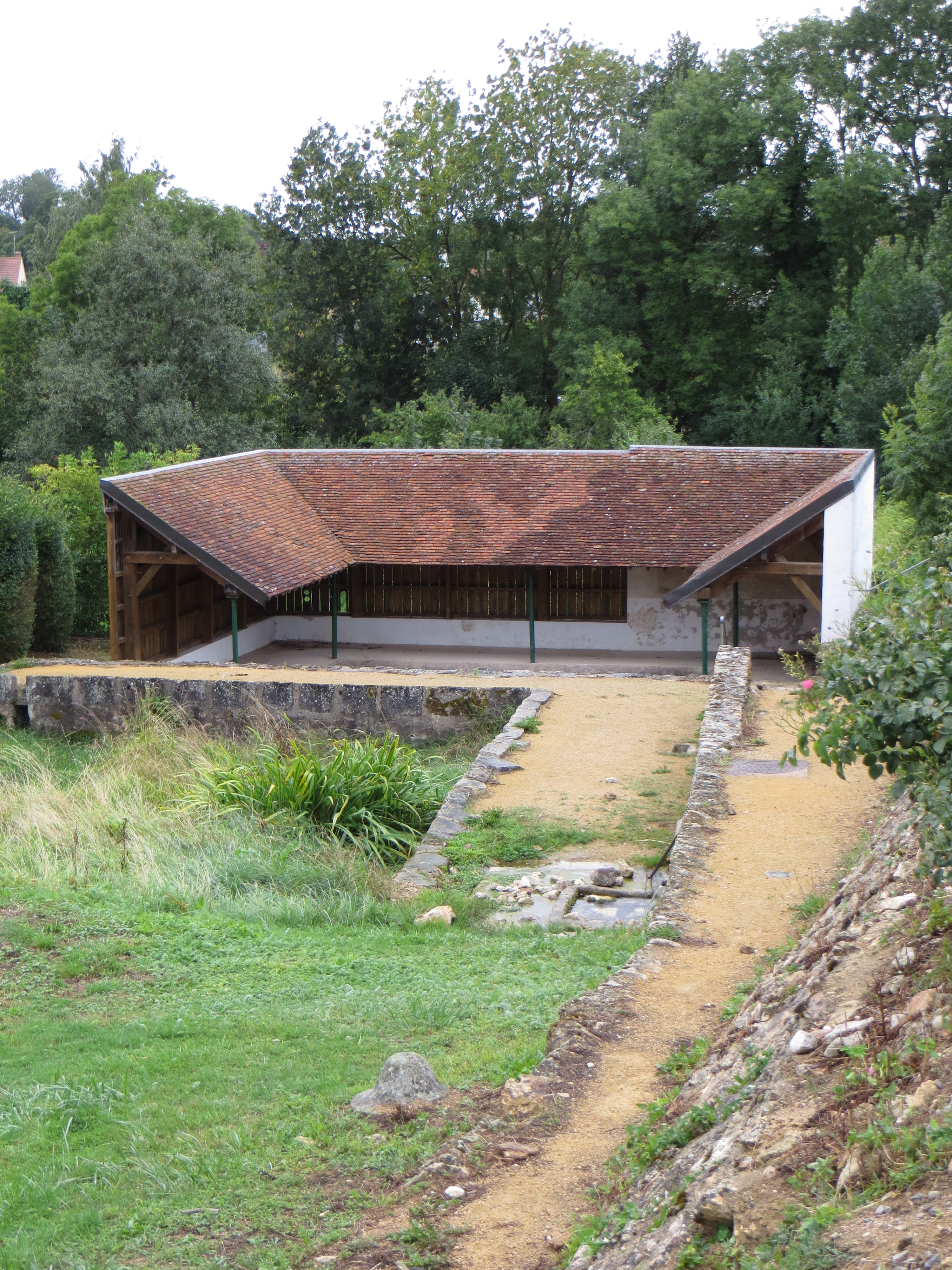
Lavoir